# Josefa Llanes Escoda
Josefa Llanes Escoda (20 septembre 1898 – c. 6 janvier 1945) est une féministe philippine et travailleuse sociale.

## Biographie

### Formation
En 1919, elle obtient son diplôme d'enseignante de l'Ecole Normale de Manille.
En 1922, elle obtient son diplôme d'enseignement supérieur à l'Université des Philippines.

### Combats
Elle est connue pour sa lutte pour le suffrage des femmes ainsi que pour la fondation des Girl Scouts of the Philippines (en).
Durant la seconde guerre mondiale, elle se bat pour le droit des prisonniers de guerre et personnes déplacées à être nourris correctement.

## Vie privée
Elle est enterrée au cimetière La Loma (Caloocan).
Le cratère vénusien Escoda a été nommé en son honneur.